# Arthur Goldschmidt (Bibliophiler)
Arthur Goldschmidt (17. Juni 1883 in Leipzig – 12. Januar 1951 in Cochabamba, Bolivien) war ein deutscher Unternehmer, Publizist und Bibliophiler.

## Familie

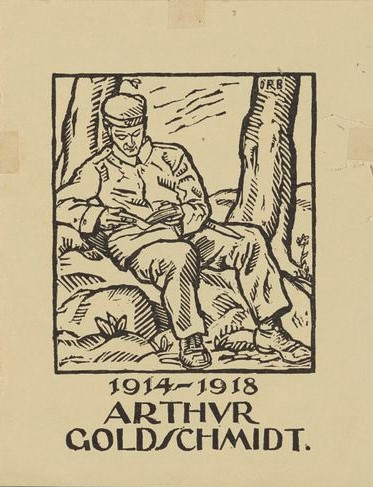
Otto Richard Bossert: Exlibris

Arthur Goldschmidt wuchs in Leipzig als ältester Sohn von Adolf Goldschmidt (1855–1930) und dessen Ehefrau Sophia, geb. Schachian (1861–1949) auf. Neben Arthur hatte das Paar noch vier weitere Kinder, die Töchter Claire, Else und Hilde und Sohn Fritz.
Zusammen mit seiner Ehefrau Hertha, geb. Aren (1895–1953) hatte Arthur Goldschmidt zwei Kinder: Hans Peter (1918–1992) und Tochter Hannelore (1919–1990). 1938 wurde Peter Goldschmidt in das KZ Buchenwald bei Weimar deportiert. Auch Arthur Goldschmidt war vorübergehend in Leipzig inhaftiert worden. Den Kindern Hannelore und Peter, später auch ihren Eltern Hertha und Arthur Goldschmidt, gelang Ende der 1930er Jahre die Flucht nach Bolivien. Anders als ihre beiden Kinder kehrte das Ehepaar nicht wieder nach Deutschland zurück. Er starb verarmt und mittellos am 12. Januar 1951 in Cochabamba, Bolivien. Seine Ehefrau verstarb am 27. November 1953 ebenfalls in Bolivien.
Seine Tochter Hannelore Baender kehrte nach dem Zweiten Weltkrieg in die DDR zurück. Sein Sohn Hans Peter ließ sich in Westberlin nieder. Dessen ältester Sohn, Thomas Goldschmidt, war in den 1970er Jahren Gründungsmitglied der Band Karthago. Hans Peter Goldschmidts zweite Tochter, Miriam Goldschmidt, lebt in Bolivien, und die jüngste Tochter, Ruth Goldschmidt, lebt in Brasilien.
Die jüngste Schwester von Arthur Goldschmidt, Hilde Goldschmidt, kehrte 1950 aus ihrem englischen Exil zurück ins österreichische Kitzbühel. Dort nahm sie ihre künstlerische Karriere als Malerin und Grafikerin wieder auf. In den 1920er Jahren hatte sie bei dem Expressionisten Oskar Kokoschka an der Akademie für Bildende Künste in Dresden studiert, davor an der Königlichen Akademie für graphische Künste und Buchgewerbe bei Hugo Steiner-Prag die Fächer Zeichnen, Lithographie und Holzschnitt.

## Leben
In der Packhofstraße 1–2, unweit des Leipziger Hauptbahnhofs, befindet sich das Geburtshaus von Arthur Goldschmidt. In dieser Straße residierte auch in wechselnden Hausnummern die 1880 gegründete Firma: „Adolf Goldschmidt. Getreide, Mühlenfabrikate und Futterartikel“, die er als erstgeborener Sohn weiterführt.
Im Jahr 1886 erfolgte der Umzug der Familie in die Auenstraße 5, die 2001 in Hinrichsenstraße umbenannt wurde. Das sogenannte Waldstraßenviertel, in dem sich die Auenstraße befindet, war stark von den jüdischen Bürgern Leipzigs geprägt, so waren 20 % der dortigen Bevölkerung jüdischer Herkunft. Mit einer eigenen Wohnanschrift taucht Arthur Goldschmidt erstmals 1917 im Leipziger Adressbuch auf. Die Fockestraße befindet sich in der Leipziger Südvorstadt, wie die Auenstraße auch ist ihre Architektur gründerzeitlich geprägt. Von 1928 bis 1931 bewohnte Arthur Goldschmidt mit seiner Familie ein Appartement in der Kronprinzenstraße 1c, heute Kurt-Eisner-Straße. Darauf erfolgt um 1932 der Umzug an den nahegelegenen Floßplatz 31 III. Seine letzte Wohnstätte vor der Flucht nach Bolivien bezieht Arthur 1934 in der im Graphischen Viertel gelegenen Kreuzstraße 4.

## Arthur Goldschmidt als Bibliophiler

### Privatbibliothek
Die Bibliothek von Arthur Goldschmidt soll nach Angaben von dessen Tochter Hannelore ungefähr 40.000 Bände umfasst haben. Die Betreuung übernahm ein eigens angestellter Bibliothekar. Die Sammlung gilt heute größtenteils als verschollen. Lediglich ein Band mit mehreren Schriften von Christian Fürchtegott Gellert konnte von der Herzogin Anna Amalia Bibliothek antiquarisch erworben werden. Anhand eines bis dahin unbekannten Exlibris wurde dieser Band der Sammlung von Arthur Goldschmidt zugeordnet. Dieses Exemplar wurde ebenfalls als NS-Raubgut eingestuft und restituiert.

### Almanachsammlung
Das Sammelinteresse Goldschmidts galt deutschsprachigen Almanachen des Zeitraums 1750–1850 mit Bezügen zu den Themen deutsche Literatur, Kunst, Theater, Musik. Seine Sammlung, die er 1936 dem Goethe- und Schiller-Archiv in Weimar übergab, umfasst ungefähr 2.000 Almanache. Außerdem noch eine Kartothek mit mehr als 50.000 Karteikarten und mehrere Aktenordner mit Beschreibungen und weiteren Ausführungen. Die Sammlung deutscher Almanache war zur damaligen Zeit sicherlich eine der weltweit größten. 1955 inventarisierte die Thüringische Landesbibliothek, eine Vorgängerinstitution der heutigen Herzogin Anna Amalia Bibliothek einen großen Bestand Almanache, der aus dem Goethe- und Schiller-Archiv übernommen worden war. Darunter befand sich auch die Sammlung Goldschmidt. Im Katalog der Herzogin Anna Amalia Bibliothek sind die Bände heute recherchierbar.

## Publikation „Goethe im Almanach“ (1932)
Das Werk „Goethe im Almanach“ erschien 1932, also im Goethe-Jahr, im Hermann-Eichblatt Verlag Leipzig. Die genaue Auflagenhöhe ist nicht bekannt, der Preis für die gebundene Ausgabe betrug 16 Reichsmark. Die Gestaltung des Einbandes besorgte Hugo Steiner-Prag, dessen Schülerin Arthur Goldschmidts Schwester Hilde Goldschmidt war.

## Schriften
- Goethe im Almanach. Eichblatt, Leipzig 1932, urn:nbn:de:gbv:32-1-10032441768.
- Schiller im Almanach (nur als Manuskript, heute verschollen).
- Musik im Almanach (nur als Manuskript, heute verschollen).